# Eric Szmanda
Eric Kyle Szmanda (Milwaukee, 24 de julho de 1975) é um ator norte-americano, conhecido por interpretar Greg Sanders na série dramática do canal CBS CSI: Crime Scene Investigation.

## Biografia
Eric Szmanda é filho de Don Szmanda e Elaine Szmanda, tendo ascendência polonesa. Tem dois irmãos chamados Rob e Brett Szmanda.
Eric é sobrinho-neto do ex-garoto-propaganda da Menard, Ray Szmanda. Seu sobrenome é pronunciado “Smanda”.
Eric concluiu seu ensino médio em 1993. Mais tarde, frequentou a Faculdade de Carroll, em Wisconsin, onde tocou bateria até o primeiro ano da faculdade. 
Logo depois se mudou para Califórnia, onde se graduou na Academia Americana de Artes Dramáticas, na cidade de Pasadena.

## Filmografia

### Cinema
| Cinema | Cinema                  | Cinema                                  | Cinema                   | Cinema |
| Ano    | Título original         | Título em português                     | Papel                    | Notas  |
| ------ | ----------------------- | --------------------------------------- | ------------------------ | ------ |
| 2000   | Big Time                | —                                       | Avery                    |        |
| 2000   | 100 Girls               | br: 100 Garotas pt: Uma Rapariga em Cem | Sam / Nerd de computador |        |
| 2000   | FreakyLinks             | —                                       | Tunnel-dwelling bum      |        |
| 2000   | True Vinyl              | —                                       | Billy Thompson           |        |
| 2002   | The Rules of Attraction | —                                       | Estudante de cinema      |        |
| 2005   | Little Athens           | —                                       | Derek                    |        |

### Televisão
| Televisão       | Televisão                      | Televisão              | Televisão    |
| Ano             | Título                         | Papel                  | Notas        |
| --------------- | ------------------------------ | ---------------------- | ------------ |
| 1998-99         | The Net                        | Jacob Resh             |              |
| 1999            | Dodge's City                   | Johnny Dodge           |              |
| 2000            | Oh Baby                        | Brent                  |              |
| 2000            | Zoe, Duncan, Jack and Jane     | Max                    |              |
| 2000-2015       | CSI: Crime Scene Investigation | Greg Sanders           |              |
| 2001            | Three Sisters                  | Dave                   |              |
| 2001            | The Division                   | Mark                   |              |
| 2005            | Snow Wonder                    | Luke                   |              |
| 2012            | Shadow of Fear                 | Detetive Dominic Leary |              |
| 2023 - presente | CSI: Vegas                     | Greg Sanders           | 2ª temporada |

## Informações Adicionais
Eric Szmanda iniciou sua carreira como modelo para a loja de departamentos norte-americana Bloomingdales.
É fã e amigo de Marilyn Manson. Em 2003, ele apareceu no vídeo para a canção de Manson Saint, juntamente com Asia Argento, que também dirigiu o clipe. No entanto, o vídeo nunca foi ao ar nos Estados Unidos. Além disso, o ator foi um dos 60 convidados do casamento de Marilyn Manson com Dita Von Teese na Irlanda. 
O ator tem como preferências musicais a banda islandesa Sigur Rós.
É dono da Doop, uma companhia de produção.
Ele e Jorja Fox são membros do Adult Kickball League. O time deles é o 'Royal Blue Balls'.
Integrante do elenco da série CSI, foi indicado quatro vezes seguidas (2002 — 2005) para o prêmio Screen Actors Guild Award na categoria de Melhor Elenco (série dramática). Ganhou o prêmio em 2004.